# Capo Miseno

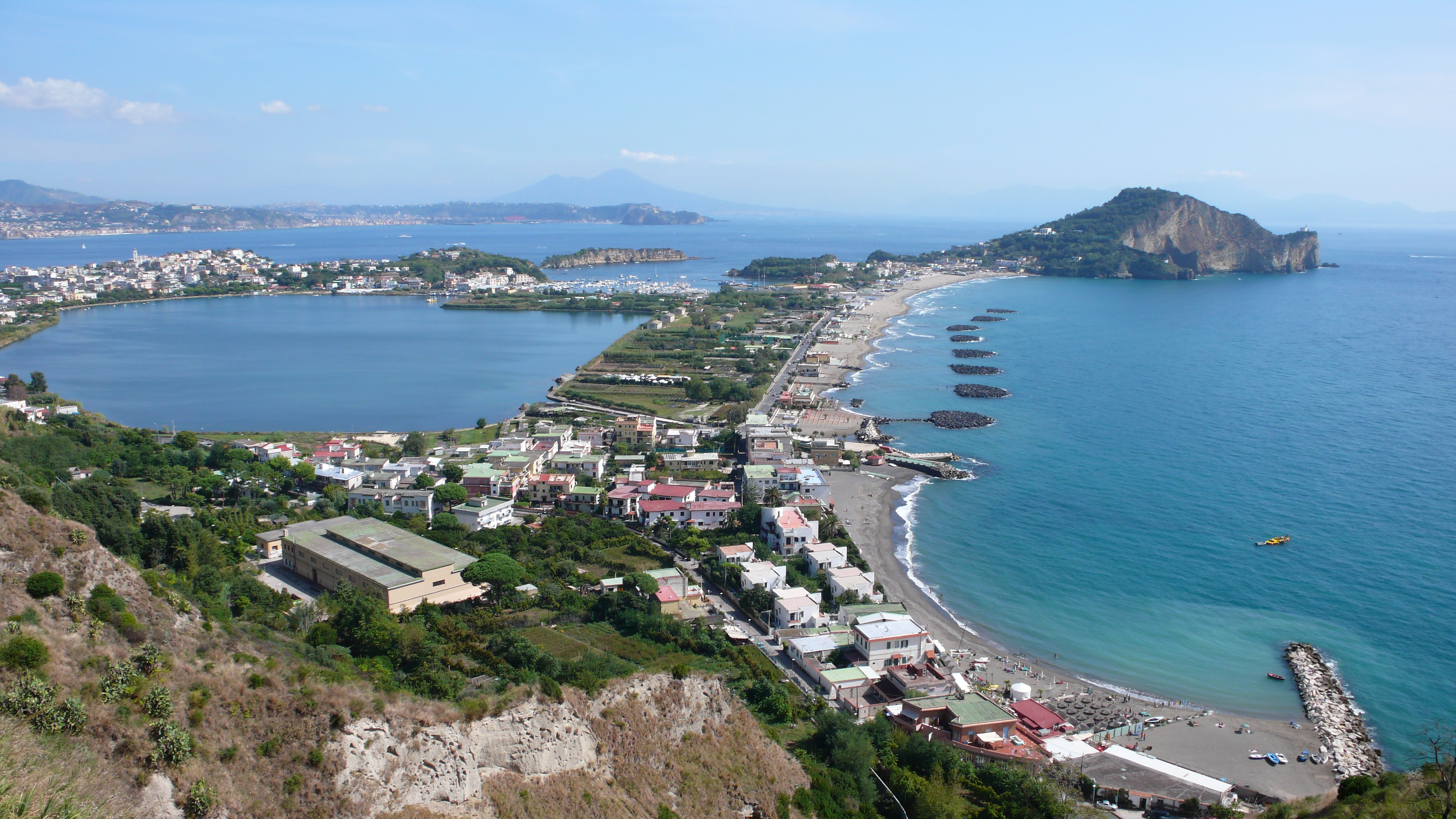
Capo Miseno con spiaggia di Miliscola e Lago Miseno

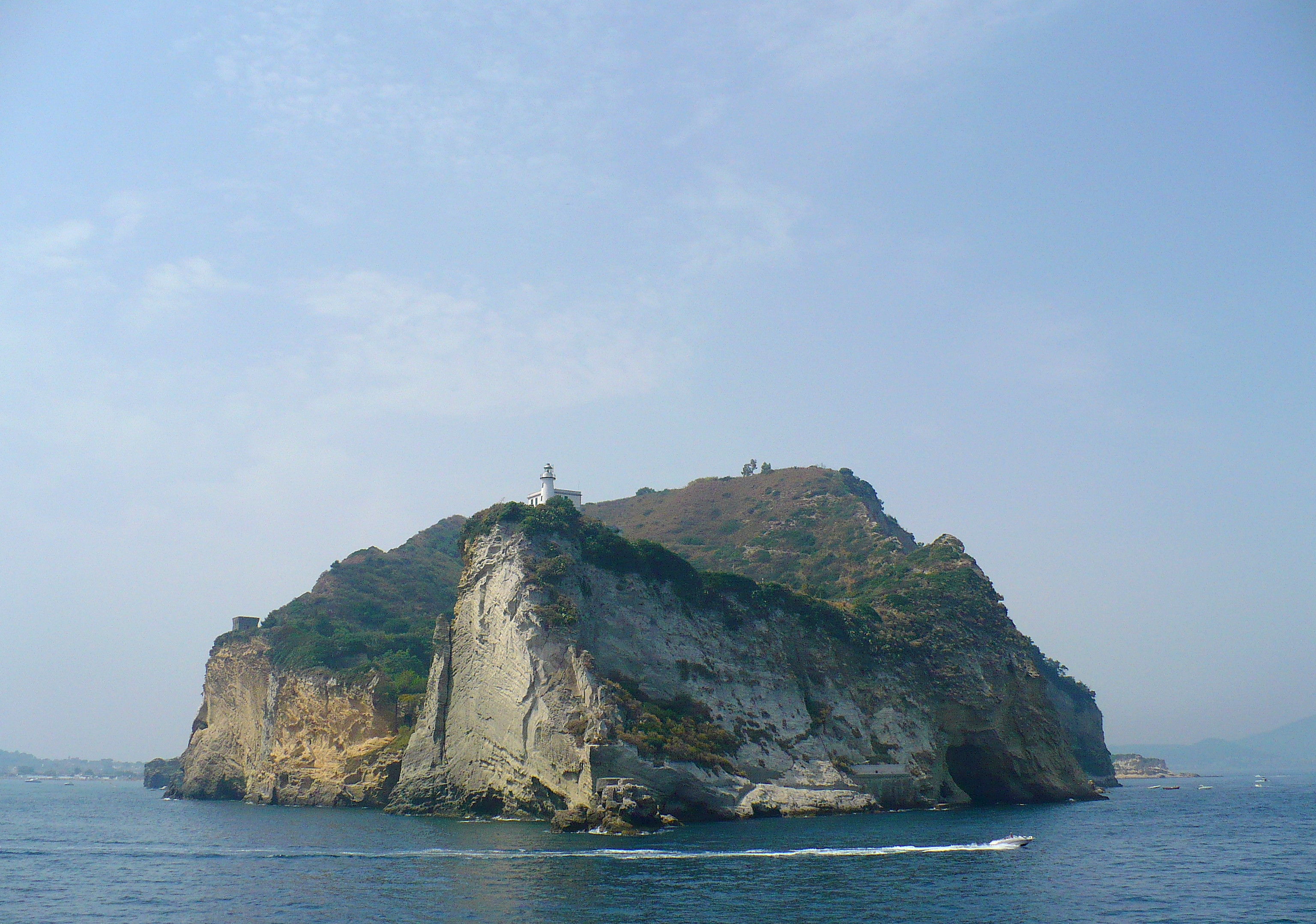
Capo Miseno,
estremità sud con faro

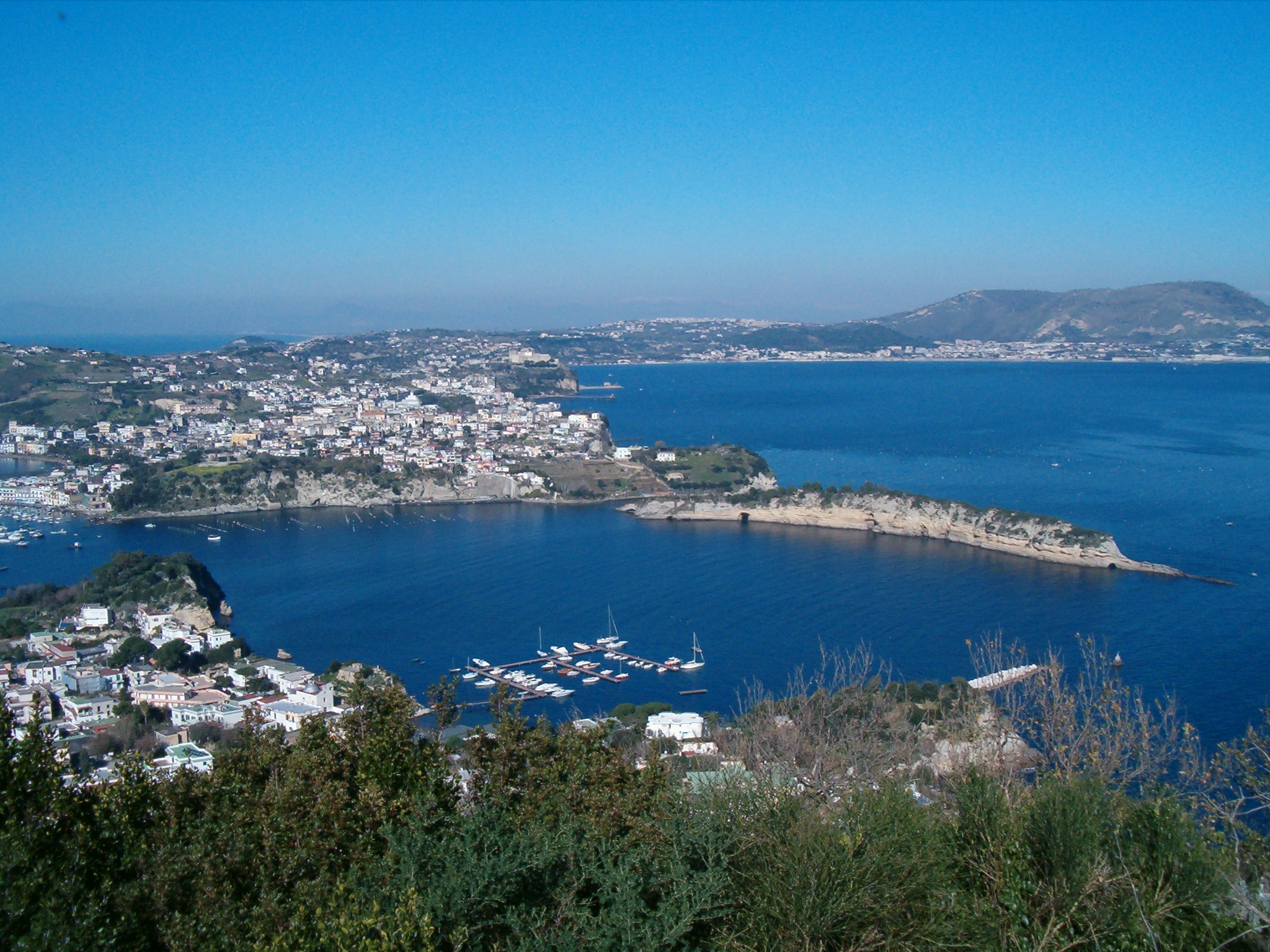
Il porto di Miseno,
antico cratere vulcanico

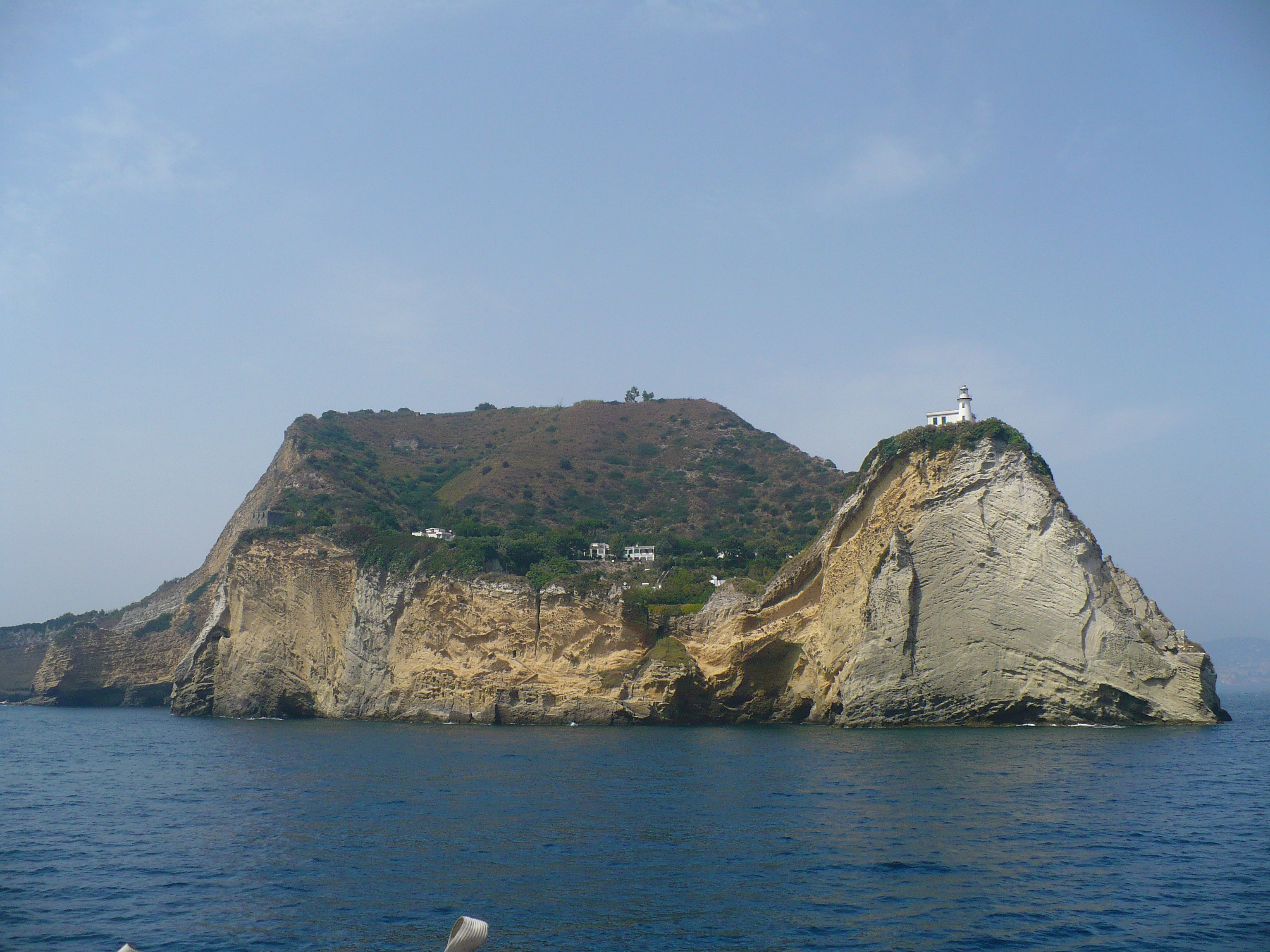
Capo Miseno,
quanto resta dell'antica caldera

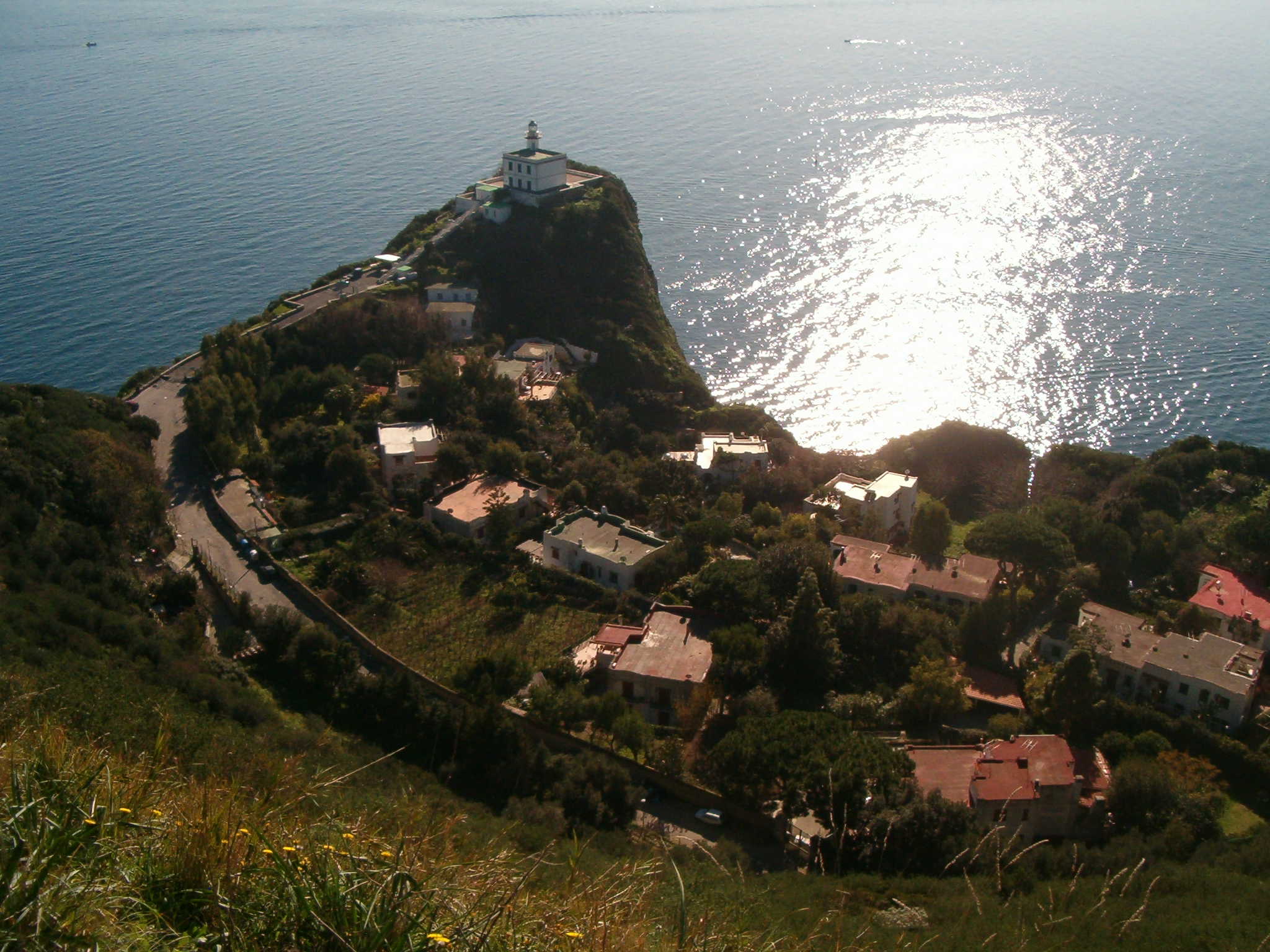
Il faro e le villette dalla sommità del Capo Miseno

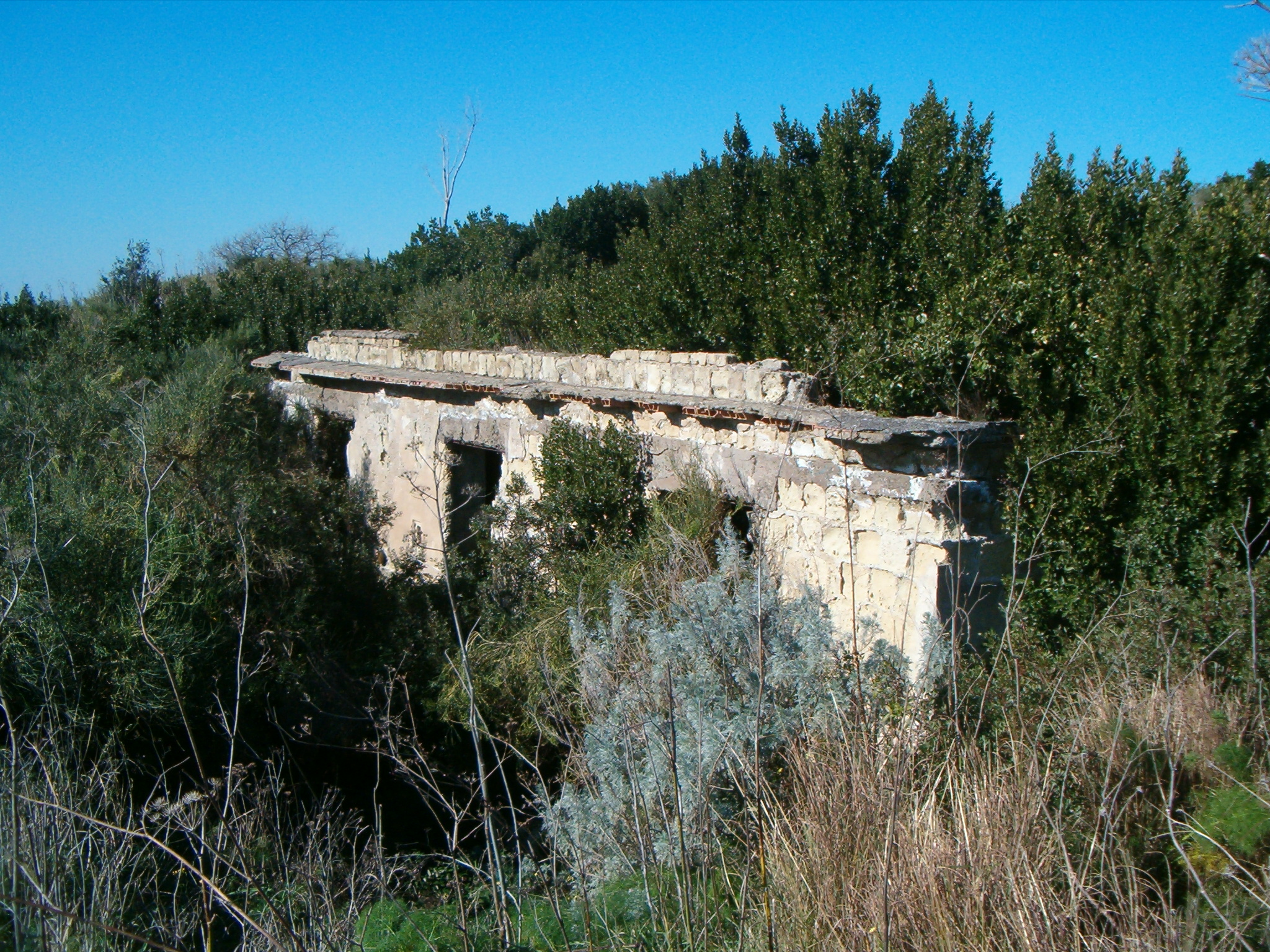
Casermetta (esterno)

Capo Miseno è la punta estrema della penisola flegrea, nelle immediate vicinanze del porto di Miseno, nel comune di Bacoli.
È un'altura che offre una vista sul golfo di Napoli e sulle isole di Ischia e Procida.
Segna il confine tra il golfo di Pozzuoli, insenatura del golfo di Napoli, il canale di Procida e il golfo di Gaeta.
È sede di un faro molto importante per la navigazione costiera notturna. Il luogo, splendido e suggestivo, è stato interessato negli anni da fenomeni edilizi, alcuni anche abusivi, che hanno alterato - soprattutto nella zona ai piedi del promontorio - la bellezza originaria.

## Geologia e topografia
Capo Miseno è un'altura di 164 m, ben riconoscibile in tutto il golfo di Pozzuoli, che racchiude verso occidente. Da lontano si riconosce per la sua caratteristica forma troncoconica; in pianta esso ha invece una conformazione piriforme, con l'apice rivolto verso sud. Presenta una insenatura verso ovest, raggiungibile solo dal mare, chiamata Cala Moresca.
Capo Miseno è il resto di un antico edificio vulcanico facente parte dei Campi Flegrei, datato fra i 35.000 e i 10.500 anni fa. Esso è situato su di un unico asse insieme ad altri due vulcani situati verso nord e datati alla stessa epoca, costituiti l'uno dal porto di Miseno (i cui bordi residui sono riconoscibili nel lungo isolotto ricurvo di Punta Pennata e di fronte ad esso nelle due punte di Punta Terone e Punta della Sarparella), mentre l'altro vulcano forma tutto il rilievo che caratterizza il centro antico di Bacoli, da Punta del Poggio e Piscina Mirabile fino a Centocamerelle.
L'antica caldera del vulcano di Capo Miseno è situata verso sud nella zona del faro, dove termina la strada che risale il monte, dopo averlo attraversato con una galleria. La caldera è particolarmente ben visibile dal mare. Una veduta privilegiata la si ha prendendo il traghetto che da Pozzuoli porta alle isole di Procida e Ischia, che costeggia il Capo Miseno: la caldera è così riconoscibile quale conca semicircolare, simile ad un anfiteatro naturale. Nelle parti più profonde di essa vi sono state costruite delle villette private attorniate da giardini.
Dal punto di vista geologico Capo Miseno è formato da roccia tufacea gialla che su tre lati cade a picco sul mare; superiormente essa è ricoperta dalla cenere tipica dei Campi Flegrei, la pozzolana bianca, riconoscibile in giacitura primaria sulla sommità del Capo. Solo verso settentrione, dove Capo Miseno è attaccato alla terraferma, vi è un pendio in parte boscoso, in parte coltivato a vigneti, che digrada dalla cima del monte fino all'omonimo paese di Miseno, situato ai suoi piedi.

## Visita

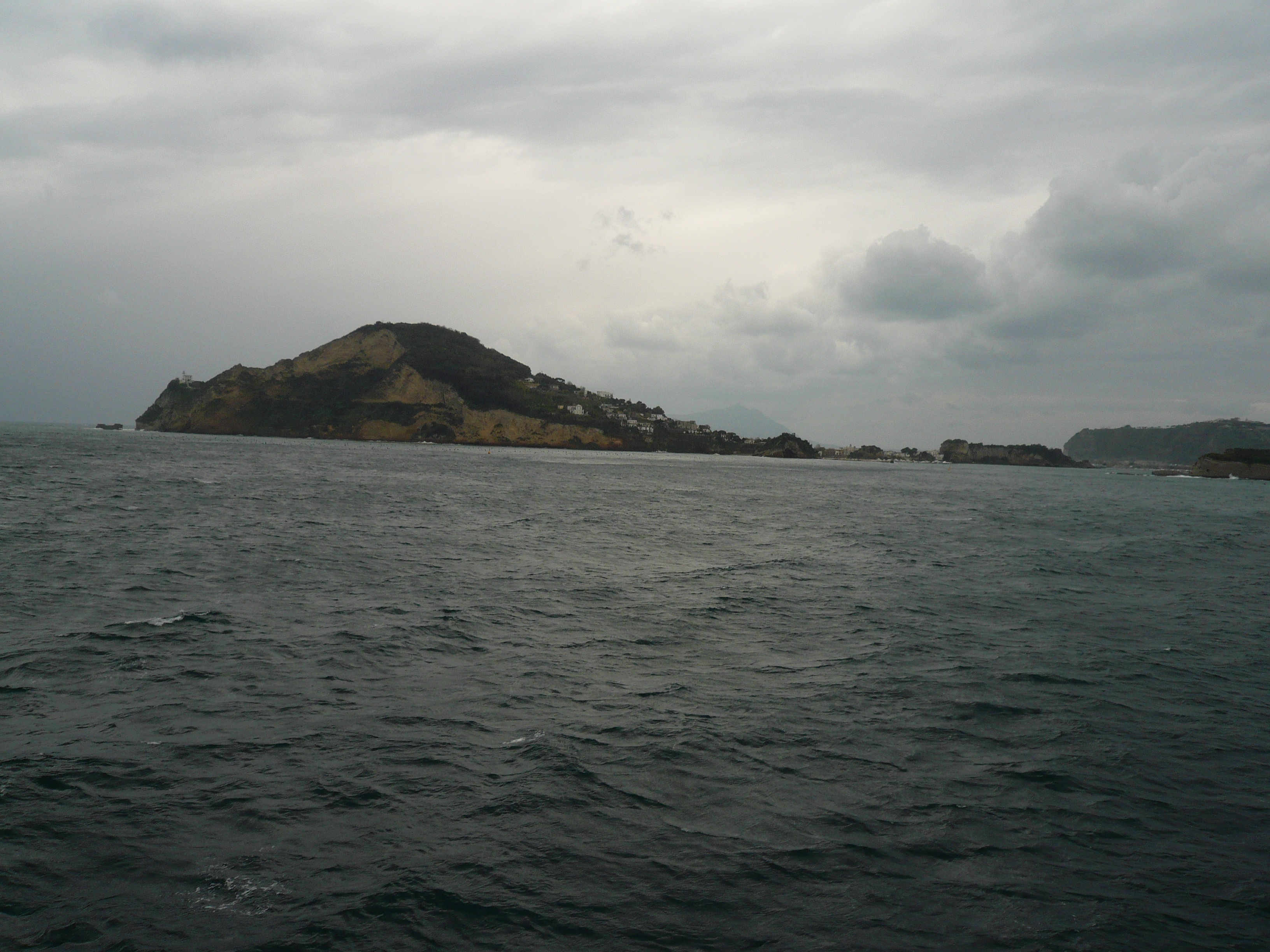
lato di Capo Miseno rivolto verso il golfo di Pozzuoli

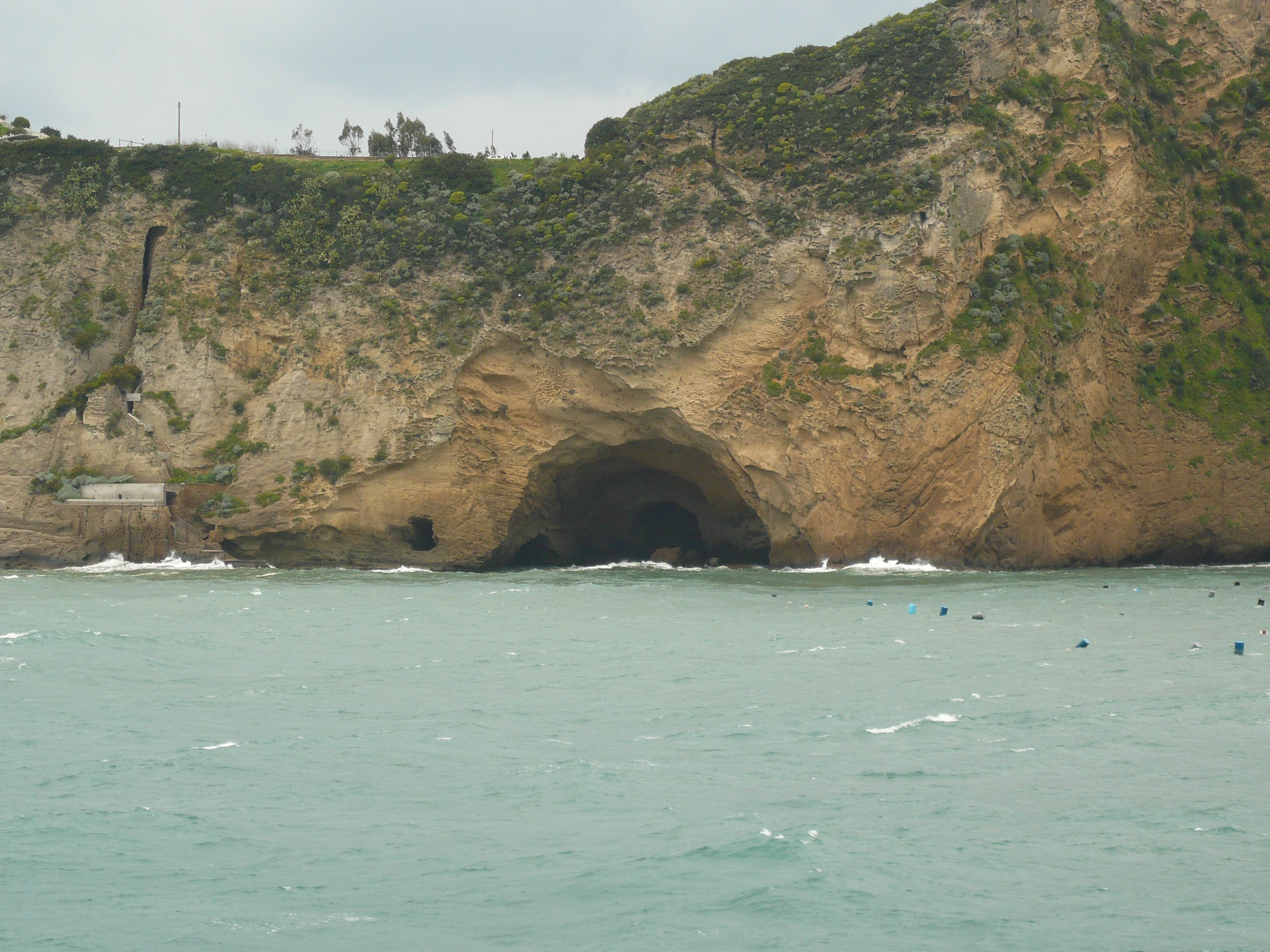
Grotta-ninfeo scavata dagli antichi romani sul lato est di Capo Miseno

Al Capo Miseno sale una strada carrozzabile asfaltata, tra vecchie ville padronali, villette residenziali, interessanti masserie, e numerosi ruderi di epoca romana. La strada attraversa il monte con una galleria moderna e termina ad una terrazza che guarda sul golfo di Pozzuoli, nei pressi del faro di Miseno (quest'ultimo in un'area militarizzata non accessibile).
Da questa terrazza (situata a quota 65 m s.l.m.) è possibile raggiungere a piedi la cima del Capo Miseno grazie ad un sentiero lastricato di blocchetti di tufo, che risale lungo il pendio dell'antica caldera del vulcano; questo sentiero, essendo esposto a sud, offre una superba vista su tutte le isole dell'Arcipelago Campano. Un altro sentiero, meno lungo di quello posto a meridione ma molto più ripido, è posto lungo le pendici settentrionali, principiando a fianco della galleria, prima che la si imbocchi. Questo sentiero cementato, molto suggestivo, passa nella zona boscosa di Capo Miseno che qui, essendo molto fitta, non permette tuttavia alcuna veduta panoramica prima che si raggiunga la cima.
I due sentieri, già in cattive condizioni, sono stati restaurati non molti anni or sono dall'"Associazione Amici di Miseno" e dalla Forestale che ne cura la manutenzione, soprattutto tagliando la vegetazione lussureggiante che periodicamente può ridurre vie più l'accesso ed il passaggio.
In cima al Capo la vegetazione è molto rigogliosa e piuttosto selvatica; talora, quando essa prende il sopravvento, può non essere agevole l'escursione, raggiungendo la flora spontanea (soprattutto ginestre e canne) un'altezza superiore ai metri 1,50. Ciò non di meno, è sempre possibile un'escursione, basta seguire il sentierino che ha un percorso grossomodo circolare, facendo un giro periferico dell'altura. Anche quando la vegetazione non è eccessivamente alta, conviene in ogni caso non abbandonare mai i sentieri tracciati, poiché tutta la sommità è interessata dai resti di casematte, rifugi antiaerei e cisterne riferibili a postazioni strategiche militari dell'ultima guerra mondiale. Poiché le loro aperture o fratture nelle volte non sempre sono visibili nell'erba alta, per chi abbandona il sentiero e non conosce esattamente la loro ubicazione, sussiste il reale pericolo di poter precipitare in qualche cavità sotterranea.

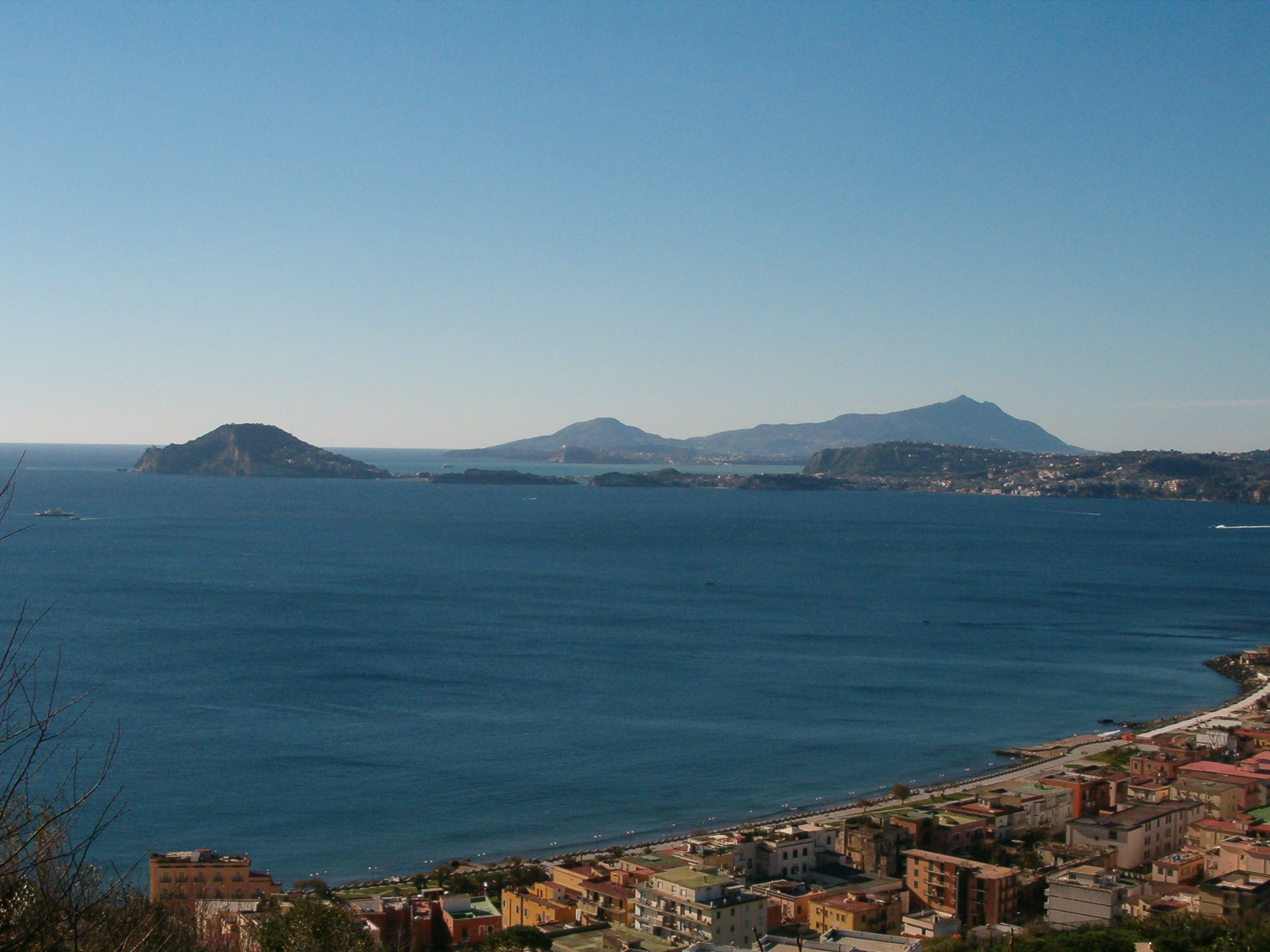
Il Golfo di Pozzuoli,
Capo Miseno visto da Pozzuoli

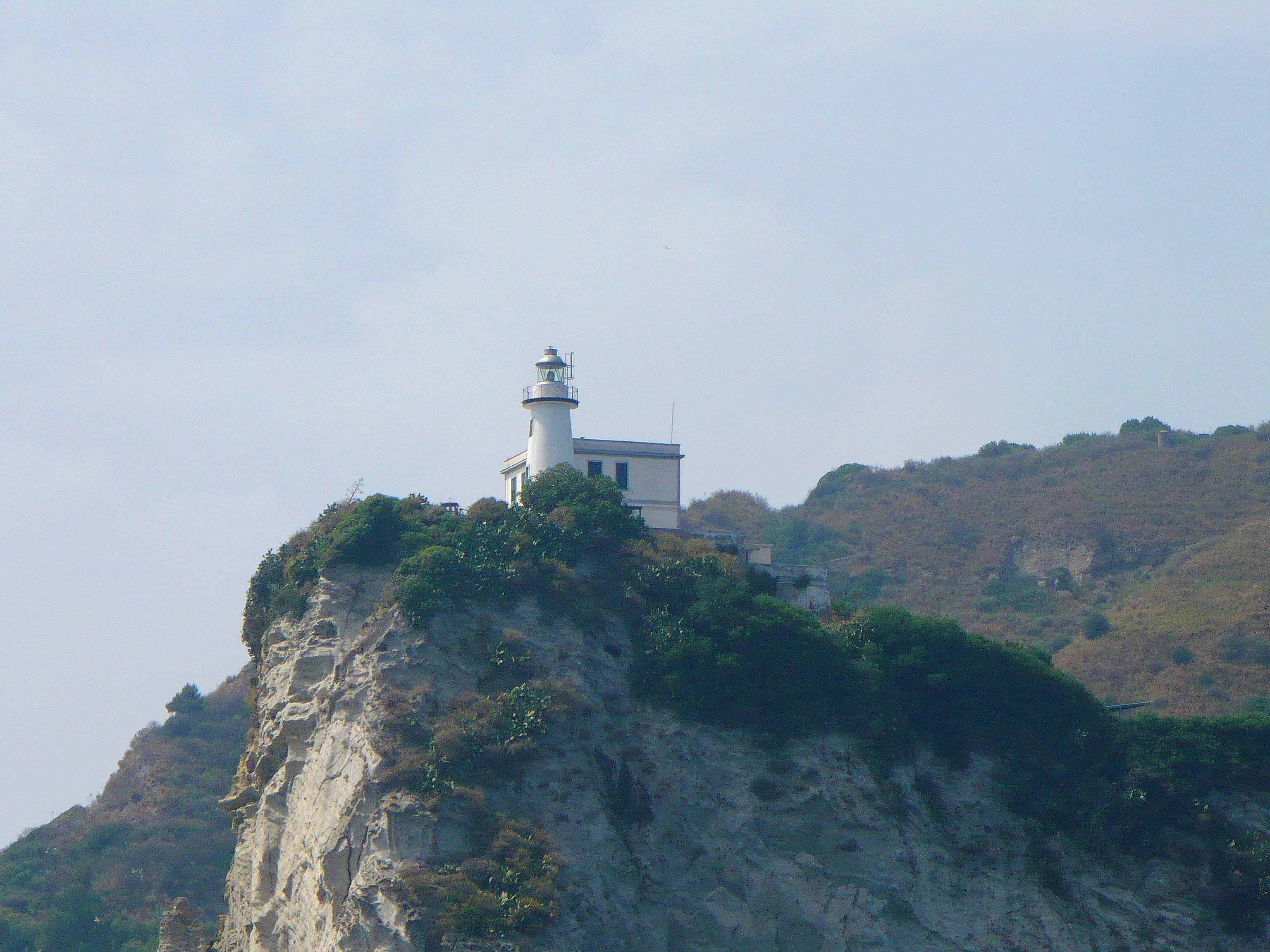
Il faro di Capo Miseno

## Il mito
Il nome di Miseno si connette al mito dell'Eneide di Virgilio.
Nel Libro VI il pio Enea, seguendo il consiglio di Eleno (fratello di Ettore e re dell'Epiro), si reca a Cuma per incontrare la Sibilla Cumana, al fine di avere da lei preziosi consigli sul suo futuro ed indicazioni sul destino che lo attende. Giunto sulle coste di Cuma, nel tempio di Apollo Enea incontra effettivamente la Sibilla che, invasata dal dio, gli predice che nel Lazio egli andrà incontro a guerre e a sangue. Enea prega la Sibilla di accompagnarlo ai Campi Elisi, ma lei gli risponde che ciò non è possibile se prima lui non trova il ramoscello d'oro sacro a Proserpina e seppellisce il suo compagno Miseno, morto.
Miseno era il trombettiere di Enea, che avendo sfidato Tritone nel suono della tromba, era stato da questi precipitato in mare dove era miseramente annegato. Enea, trovato il suo corpo gettato dalle onde sulla spiaggia, ne appronta il rogo, quindi lo seppellisce sotto un immenso tumulo (il Capo Miseno per l'appunto), quasi una grandiosa tomba a perenne memoria dell'eroico compagno.
Sepolto Miseno, Enea rinviene il ramoscello d'oro che egli prontamente porta alla Sibilla; effettuati gli opportuni sacrifici alle divinità infernali, al lago d'Averno Enea accompagnato dalla Sibilla scende negli Inferi dove incontra il suo defunto padre Anchise che gli mostra le anime dei suoi gloriosi discendenti, che attendono di reincarnarsi in un nuovo corpo.
Dunque anche l’antica colonia greca di Miseno fu, proprio come Capo Palinuro, un’illustre vittima della preponderante fantasia di Virgilio; in realtà i maggiori geografi antichi, Strabone e Claudio Tolomeo, non davano un nome preciso alla località, preferendo indicarla come la terra in cui abitavano i miseni (οἰ Μισηνοί), coloni greci che forse erano degli amiseni (οἰ Ἀμισηνοί), cioè gente originaria di Amiso, una delle città greche del Ponto rivierasche del Mar Nero, e che si erano stabiliti in Campania perché evidentemente attratti da quel buon porto naturale che la costa presenta tra Bacoli e Capo Miseno. 

## La storia
- Lungo la strada carrozzabile vi sono ruderi di epoca romana riferibili a cisterne e a ville dell'antica città di Misenum.
- Ninfeo romano in una grotta scavata nella roccia tufacea, semisommersa nel mare sul lato orientale di Capo Miseno.
- Bella villa padronale antica, caratterizzata da torretta colombaia; essa poggia su cisterne di epoca romana.
- Antica torre saracena, chiamata "Torre Bassa".
- In cima a Capo Miseno, casematte e fortificazioni riferibili alla seconda guerra mondiale.
- Fu la sede della flotta romana Classis Misenensis istituita da Augusto nel 27 a.C. per controllare il Mediterraneo occidentale, funzione uguale per l'Adriatico aveva la Classis Ravennatis di stanza a Ravenna istituita sempre da Augusto nel 27 a.C. A Capo Miseno era comandante della flotta Plinio il Vecchio durante l'eruzione del Vesuvio.

## Vegetazione

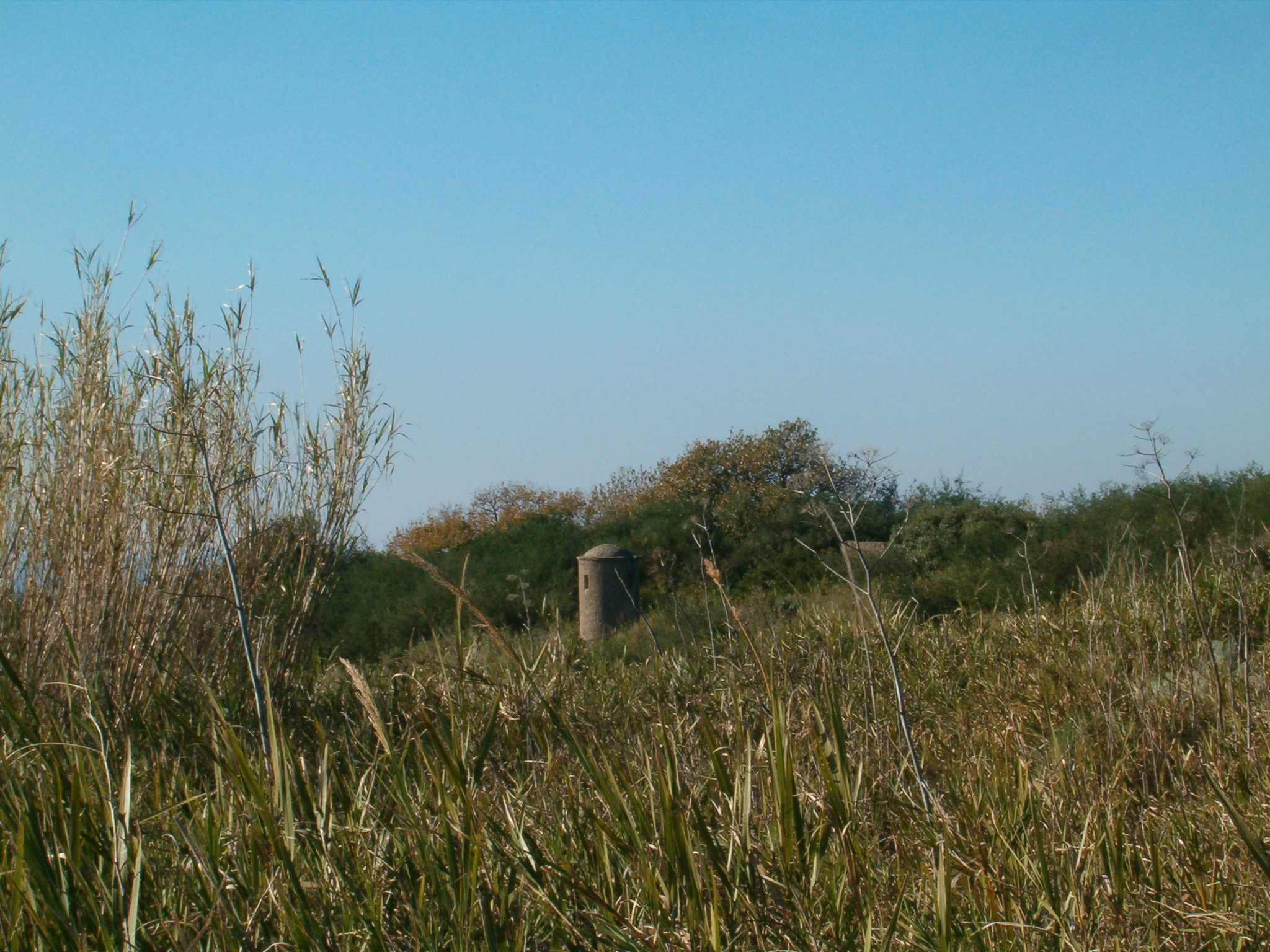
Vegetazione fitta sulla sommità del Capo Miseno

Piante endemiche - La vegetazione di Capo Miseno ha caratteristiche differenti a seconda delle sue zone. Verso nord presenta nelle parti basse terrazzamenti coltivati a vigneto, frutteto (soprattutto limoni) e verdure, mentre a quota superiore il pendio è caratterizzato da un fitto bosco. Verso sud invece regna sovrana la macchia mediterranea.
Tra le numerose piante, sono stati riconosciuti:
- piante arboree: la Roverella, l'Olivastro, il Leccio;
- arbusti: l'Euforbia, la Ginestra dei carbonai, la Ginestra spinosa, il Lentisco;
- piante erbacee e a basso fusto: l'Asfodelo[2], l'Arisario, l'Asparago selvatico, la Canna, il Cardo, il Cisto, la Ferula communis, l'Ombelico di Venere, il Porro selvatico, il Pungitopo, la Salsapariglia, il Senecio?, la Violacciocca, e un cavolo selvatico simile alla Colza.

Piante infestanti - In cima a Capo Miseno vi sono infine anche alcune piante non endemiche, piantate improvvidamente alcuni anni fa da chi non ha coscienza dell'importanza di rispettare la flora locale, soprattutto quando essa ha carattere spontaneo. Si sono riscontrati:
- l'Agave, l'Eucalipto, il Carpobrotus (pianta succulenta chiamata "unghie di strega").

Di recente (2009), in occasione del restauro del sentiero meridionale, sono stati piantati lungo di esso nel suo tratto iniziale, esemplari di palmette con foglia a ventaglio. La palmetta originaria dalla Cina, seppure graziosa, diventa allo stato adulto estremamente infestante e dannosa, per la sua abbondante produzione di semi che, una volta germogliati creano un tappeto fittissimo di nuovi esemplari che finiscono per soffocare qualsiasi altra pianta locale.